# Sint-Fabianus en Sebastianuskerk
De Sint-Fabianus en Sebastianuskerk is de parochiekerk van Sevenum, gelegen aan Markt 1.

## Geschiedenis
Omstreeks 1200 moet er op deze plaats een houten kerk zijn geweest. Omstreeks 1300 kwam er een stenen eenbeukige kerk. In 1514 werd de toren gebouwd in gotische stijl en omstreeks deze tijd werd de kerk uitgebreid met twee zijbeuken. In 1879 werd de oude kerk vervangen door een driebeukige neogotische hallenkerk, ontworpen door Pierre Cuypers. De toren bleef gespaard.
De toren werd echter op 22 november 1944 opgeblazen, waarbij de gehele kerk verwoest werd. Sindsdien werd gekerkt in noodkerken.
In 1954 werd begonnen met de bouw van een nieuwe kerk, ontworpen door Hendrik Valk. Er werd een kerk gebouwd met gotische stijlkenmerken. De nieuwe toren sloot erbij aan maar was geen kopie van de oorspronkelijke toren. Wel kreeg hij dezelfde hoogte. In 1955 werd de kerk ingewijd.

## Gebouw
Het betreft een basilicale kerk in baksteen. De vierkante toren heeft vier geledingen. De toren wordt geflankeerd door een lager, veelhoekig, traptorentje. Beneden wordt de toren door een doopkapel en een Mariakapel geflankeerd, die beide een identiek uiterlijk hebben. Het transept bevindt zich aan de oostzijde, zodat de kerkgangers die zich in het transept bevinden uitzicht hebben op het altaar.
Het interieur kenmerkt zich door schoonmetselwerk.
De kerk bezit fraaie glas-in-loodramen onder andere van Daan Wildschut en er is een Verschueren-orgel van na de Tweede Wereldoorlog.
Sint-Jozefkerk (America) ·
Sint-Nicolaaskerk (Broekhuizen) ·
Onze-Lieve-Vrouw-Onbevlekt-Ontvangenkerk (Evertsoord) ·
Sint-Barbarakerk (Griendtsveen) ·
Onze-Lieve-Vrouw-Tenhemelopnemingskerk (Grubbenvorst) ·
Sint-Hubertuskerk (Hegelsom) ·
Sint-Lambertuskerk (Horst) ·
Theresia-van-het-kind-Jezuskerk (Kronenberg) ·
Sint-Gertrudiskerk (Lottum) · 
Johannes de Doperkerk (Meerlo) ·
Sint-Odakerk (Melderslo) ·
Sint Johannes Evangelistkerk (Meterik) ·
Sint-Fabianus en Sebastianuskerk (Sevenum) ·
Sint-Lambertuskerk (Swolgen) ·
Onze-Lieve-Vrouw-Troosteres-der-Bedruktenkerk (Tienray)
Voormalige kerken:
Sint-Norbertuskerk (Horst)